# Gonzen
Il Gonzen (1.830 m s.l.m.) è una montagna delle Prealpi di Appenzello e di San Gallo nelle Prealpi Svizzere.